# منطقه مرکزی و غربی
منطقه مرکزی و غربی (به لاتین: Central and Western District) یک سکونتگاه مسکونی در جمهوری خلق چین است که در هنگ کنگ واقع شده‌است.

## خصوصیات
منطقه مرکزی و غربی ۱۲٫۵۲ کیلومترمربع مساحت و ۲۵۱٬۵۱۹ نفر جمعیت دارد.